# Anijs
Anijs (Pimpinella anisum) is een plant die behoort tot de schermbloemenfamilie (Umbelliferae of Apiaceae). De zaden van anijs worden gebruikt voor het aromatiseren van gerechten. Steranijs heeft een vergelijkbare smaak als anijs, maar behoort tot een andere familie (Schisandraceae).

## Uiterlijk
Anijs wordt ongeveer 50 cm hoog. De onderste bladeren zijn ongedeeld, maar naar boven toe worden de bladeren fijner gevind. Anijs heeft witte bloemschermen en grauwgroene, peervormige splitvruchten (twee per vruchtje).

## Herkomst
Anijs komt oorspronkelijk voor in het oostelijk deel van het Middellandse Zeegebied en West-Azië. Er is bewijs dat anijs al in het jaar 1500 voor Christus door de Egyptenaren werd gebruikt.
Anijs wordt verbouwd in Zuid-Europa, het Middellandse Zeegebied, Rusland en India, maar de plant komt ook in Nederland verwilderd voor.

## Toepassingen
Anijs wordt als aromatiserend kruid gebruikt in de keuken en in alcoholische dranken. Traditioneel is het trekken van anijs in melk, dat zeer geurige (maar niet zoete) anijsmelk geeft. Anijsblokjes worden bereid van suiker met anijsolie. 

### In de keuken
Anijs wordt in gerechten toegepast vanwege de bijzondere smaak die het heeft. Een voorbeeld daarvan is anijsbrood. Daarnaast wordt anijs gebruikt voor bijvoorbeeld pepernoten, dranken zoals anijsmelk en verschillende alcoholische dranken.
Anijszaadjes zijn een basisgrondstof voor de muisjes die gebruikt worden voor beschuit met muisjes.  Ook worden anijszaadjes gebruikt voor het vervaardigen van de anijskrol. Het woordmerk "Muisjes" is een geregistreerd merk van Koninklijke De Ruijter.

### In alcoholische dranken
Anijs wordt onder meer gebruikt in de Franse pastis (bv. Ricard, Pernod, Pastis 51 et c.), de Griekse drank ouzo en de Turkse drank raki. Andere anijshoudende alcoholische dranken zijn absint, sambuca, arak, Bénédictine, Brokmöpke, Elixir d'Anvers, tsikoudia, tsipouro, rakija, Colombiaanse aguardiente, masticha (Bulgarije en voormalig Joegoslavië), hierbas, cazalla en chinchón (Spanje) en de Baskische drank patxaran.

### Medicinale werking
Medicinaal wordt anijs gebruikt als spijsverteringsmiddel. In Europa, het Midden-Oosten en in Indiase culturen wordt anijszaad gekauwd na maaltijden om de vertering te vergemakkelijken en om de adem te verfrissen.
Ook wordt anijszaad ingezet als diureticum. Amerikaanse indianen gebruikten het tegen winderigheid (carminativum).
De uit de zaden (Anisi fructus) door destillatie gewonnen anijsolie wordt op grond van zijn slijmoplossende werking als hoestmiddel gebruikt. Het zou echter ook een bactericide werking hebben en tegen spierkramp en winderigheid helpen. De etherische olie van anijs bevat als hoofdbestanddeel anethol, een fyto-oestrogeen met oestrogene werking.
Zaad en knoppen worden gebruikt als ingrediënt in kraamanijs.